# امانوئل مامانا
امانوئل ارنان مامانا (اسپانیایی: Emanuel Hernán Mammana‎؛ زادهٔ ۱۰ فوریهٔ ۱۹۹۶) بازیکن فوتبال اهل آرژانتین است که در پست مدافع مرکزی برای سوچی در لیگ برتر فوتبال روسیه بازی می‌کند.
از باشگاه‌هایی که در آن بازی کرده‌است می‌توان به ریور پلاته لیون و زنیت اشاره کرد.
وی همچنین در تیم ملی فوتبال آرژانتین بازی کرده‌است.

## دوران ملی
وی نخستین بازی رسمی خود را برای تیم ملی فوتبال آرژانتین در ۷ ژوئن ۲۰۱۴ برابر اسلوونی در یک بازی دوستانه انجام داد، وی در این بازی در دقیقه ۷۷ به جای خاویر ماسچرانو وارد زمین شد.